# Moulins-sur-Ouanne
Moulins-sur-Ouanne is een gemeente in het Franse departement Yonne (regio Bourgogne-Franche-Comté) en telt 216 inwoners (2004). De plaats maakt deel uit van het arrondissement Auxerre.

## Geografie
De oppervlakte van Moulins-sur-Ouanne bedraagt 10,0 km², de bevolkingsdichtheid is 21,6 inwoners per km².
De onderstaande kaart toont de ligging van Moulins-sur-Ouanne met de belangrijkste infrastructuur en aangrenzende gemeenten.

## Demografie
Onderstaande figuur toont het verloop van het inwonertal (bron: INSEE-tellingen).